# Route nationale 84 (Estonie)
Pour les articles homonymes, voir Route nationale 84.
La route nationale 84 (Tugimaantee 84) est une route nationale estonienne reliant Emmaste à Luidja. Elle mesure 29,9 km.

## Tracé
- Comté de Hiiu
  - Emmaste
  - Riidaküla
  - Metsalauka
  - Viiri
  - Kabuna
  - Külama
  - Vanamõisa
  - Sinima
  - Selja
  - Ole
  - Prähnu
  - Leisu
  - Nurste
  - Kitsa
  - Metsapere
  - Laartsa
  - Kaderna
  - Haldi
  - Mänspe
  - Õngu
  - Jõesuu
  - Mardihansu (en)
  - Nõmme (en)
  - Puski (en)
  - Villamaa (en)
  - Luidja